# ゲーリー・キカヤ
ゲーリー・キカヤ（Gary Kikaya、1980年2月4日 - ）はコンゴ民主共和国の男子陸上競技選手。専門は短距離走。ルブンバシ生まれ。
父親は元情報大臣のキカヤ・ビン・カルビ。2003年に世界陸上競技選手権大会に初出場し、以後多くの国際大会に出場している。400m走を専門とし、モーリシャス・バンブースで開かれた2006年アフリカ陸上競技選手権大会で優勝、2006年のIAAFワールドアスレチックファイナルとIAAFコンチネンタルカップでも銀メダルを獲得している。